# Присенко, Галина Петровна
Галина Петровна Присенко (род. 20 сентября 1947, Тула) — российский учёный, историк-архивист, тульский краевед и педагог. Кандидат исторических наук (1985).
Профессор Тульского государственного педагогического университета им. Л. Н. Толстого. Главный редактор «Тульского краеведческого альманаха» (2003—2007). Член Совета Союза краеведов России.

## Биография
Родилась 20 сентября 1947 года в Туле.
В 1972 окончила Московский государственный историко-архивный институт.
В 1973—1985 — научный сотрудник Государственного архива Тульской области (ГАТО), заместитель директора по научной работе.
В 1985 в Московском государственном историко-архивном институте защитила диссертацию на соискание степени кандидата исторических наук по специальности «Источниковедение, историография и методы исторического исследования» на тему «Тульское историческое краеведение. Досоветский период» (научный руководитель С. О. Шмидт).
С 1986 — преподаватель Тульского государственного педагогического университета им. Л. Н. Толстого, кандидат исторических наук, доцент, профессор кафедры истории России, доцент кафедры истории и археологии.
С 2003 по 2007 — главный редактор «Тульского краеведческого альманаха»; в дальнейшем — член редакционной коллегии.
С 2004 по 2007 — член оргкомитета Общества любителей провинциальной истории города Тулы.
В 2014 — лауреат премии Тульской области в сфере науки имени К. Д. Ушинского.
В 2015 — лауреат премии Главы муниципального образования Города Тулы в области краеведения.

## Научная деятельность
Область специализации и научных интересов — историография, источниковедение отечественной истории, методика исторического исследования.
Область научных задач — изучение русской исторической мысли эпохи традиционализма, связанной с национальной идеологией; создание цельной картины развития тульской провинциальной историографии и археографии в их главных проявлениях за весь период существования со второй половины XVIII века до начала XXI века.

## Педагогическая деятельность
Преподаваемые дисциплины:	
- «Вспомогательные исторические дисциплины»;
- «Источниковедение»;
- «История исторической науки, историография»;
- «Русская генеалогия и геральдика»;
- «Историография отечественной истории»;
- «Русская историческая мысль XI—XVII вв.».

## Труды
- Присенко Г. П. Проникновение в былое / Под ред. С. О. Шмидта; Рецензенты В. Н. Ашурков, В. И. Крутиков, В. В. Пеньков. — Тула: Приок. кн. изд-во, 1984. — 144 с. — 5000 экз.
- Присенко Г. П. Просветитель В. А. Лёвшин. — Тула: Приок. кн. изд-во, 1990. — 96 с. — (Наши славные земляки).
- Присенко Г. П. Достопримечательности Тульского края в исторической литературе XVIII - XX веков. — Тула: Изд-во ТГПУ им. Л.Н. Толстого, 2001. — 104 с.
- Присенко Г. П. Тульская археография XIX — начала XXI века: обзор публикаций источников по истории Тульского края XIV—XX веков (Электронный ресурс) : монография / Г. П. Присенко ; М-во образования и науки Российской Федерации, ФГБОУ ВПО «Тульский гос. пед. ун-т им. Л. Н. Толстого». — Тула : ТГПУ им. Л. Н. Толстого, 2012. — 1 электрон. опт. диск (CD-ROM) : ил.; 12 см; ISBN 978-5-87954-715-3;
- Присенко Г. П. Тульская археография XIX-начала XXI веков (обзор публикаций источников по истории Тульского края XIV—XX веков). Приложение: Указатель опубликованных источников по истории Тульского края XIV—XX веков.(научное издание). 1 электрон. опт. диск (СД-RОМ)	Тула: Издательский центр ТГПУ им. Л. Н. Толстого, 2014.	25,3 п.л.

### Автореферат
- Присенко Г. П. Тульское историческое краеведение. Досоветский период: Автореф. дис. — М., 1985. — 23 с.

### Учебно-методические материалы
- Присенко Г. П. Вспомогательные исторические дисциплины: Учебно-методическое пособие для студ. 1 курса заоч. отд-ния истор.фак-та. -Тула: ТГПУ, 1998. — 60 с.

- Присенко Г. П. Древнерусские книжники XI – начала XVII вв. об истории: Учеб. кн. для школ, гимназий, лицеев с углублённым изучением истории, ист. фак. вузов. — Тула, 1998. — 181 с.
- Присенко Г. П. Русская историческая мысль XI—XVII веков. Учебное пособие для студентов высших учебных заведений, обучающихся по специальности — История. — Тула: Издательство ТГПУ им. Л. Н. Толстого, 2006. −190 с.

### Статьи
1984
- Присенко Г. П. Деятельность Н. Ф. Андреева по изучению истории Тульского края // Присенко Г. П. Проникновение в былое. — Тула, 1984. — С. 37-53. — Библиогр. : с. 120—121.

1991
- Присенко Г. П. Археолог и хранитель древностей: Николай Иванович Троицкий (1851-1920) // Гордость земли Тульской (Замечательные люди нашего края): В 2-х томах / Сост. С. Д. Ошевский. — Тула: Приок. кн. изд-во, 1991. — Т. 2. — С. 64—70. — 400 с.

1995
- Присенко Г. П. Творческая биография историка отечественного оружейного производства профессора В. Н. Ашуркова (1904—1990) // Российское предпринимательство: история, традиции, памятники: Тез. II Всерос. науч. конф. «Тульский металл в истории пром-сти и предпринимательства». — Тула, 1995. — Ч.II: Статьи. — С. 71-74.

1996
- Присенко Г. П. Тульская историография 90-х годов XX в.: Развитие традиций, новые направления исследований // Тула историческая: прошлое и настоящее: Тез. докл. науч.-практич. конф., посвящённой 850-летию г. Тулы. — Тула, 1996. — С. 66-68.

1997
- Присенко Г. П. Тульская губерния. Культура исторической мысли — 1997 // Сб. тезисов докл. 18-19 декабря 1997 г. Краевед. чтения, посвящ. 220-летию образ. Тульской губернии. — Тула, 1997. — С. 5-7.

1998
- Присенко Г. П. Универсальные ретроспективные библиографические указатели в истории тульского краеведения XIX—XX вв. // Сб. материалов НПК памяти Демидовых. — Тула, 1998. — С. 95-98.
- Присенко Г. П. Тульское историческое краеведение 1918—1930 гг Концепция «золотого десятилетия»: Теория и практика. // Локальные культурно-исторические исследования. — Омск: 1998.

1999
- Присенко Г. П. Город XV—XVIII вв. в тульской провинциальной историографии XVIII—XX вв.-1999 // Научная конференция «Экономика управление, демография городов Европейской России XV—XVIII вв.». — Тверь: 1999.
- Присенко Г. П. Понятие «Провинциальная история.» Историографический аспект: Тезисы докладов. // Международная научная конференция «Региональная история в российской и зарубежной историографии». — Рязань: 1999.
- Присенко Г. П. Рецензия на кн.: Мохначева М. П. Журналистика и историческая наука // Отечественные архивы. — 1999. № 1.
- Присенко Г. П. Проблема достопримечательностей Тульского края в исследованиях Р. Р. Лозинского. // Тульские епархиальные ведомости. − 1999. № 1.
- Присенко Г. П. Тульская сельская и усадебная историография XIX—XX вв. // Доклады и сообщения VII российской НПК «Сельская Россия: прошлое и настоящее». — М., 1999.
- Присенко Г. П. 75 лет (1925) Обществу по изучению Тульского края // Тульский край. Памятные даты на 2000 год. — Тула, 1999. — С. 49-51. — Библиогр.: 7 назв.

2000
- Присенко Г. П. Творческая биография Вадима Николаевича Ашуркова, доктора исторических наук, профессора (1904—1990) // Россия. Традиции и новации: история, политология, право: Чтения, посвященные памяти В. Н. Ашуркова: Сб. материалов, 17 мая 2000 г.- Тула, 2000.- С. 5-18.

2002
- Присенко Г. П. Тульская археография в первой половине XIX в. // Н. И. Троицкий и современные исследования историко-культурного наследия Центральной России: Сб. статей в 2-х т. Т. 2. История, этнография, искусствоведение / А. В. Кузьмин, Ю. В. Селезнёв, А. В. Журавель и др.; Под ред. А. Н. Наумова. — Тула, 2002. — С. 186—194.

2003
- Присенко Г. Главные события истории Тульского края и города Тулы с древнейших времен до середины XIX века в фундаментальных исследованиях местных авторов // Тульский краеведческий альманах. — 2003. — Вып. 1. — С. 21-27.
- Присенко Г. П. Рисунки достопримечательностей края в тульской историографии ХІХ — XX вв. как исторический источник // Куликово поле. Исторический ландшафт. Природа. Археология. История: в 2-х т. / Отв. ред.: А. Н. Наумов ; Государственный военно-ист. и природный музей-заповедник «Куликово поле» . — Тула : Власта, 2003. — Т. 2: Археология. История. Этнография. Искусствоведение. — С. 413—417.

2004
- Присенко Г. П. Николай Кириллович Фомин — тульский историк-профессионал // Тульский край. Памятные даты. 2005. — Тула, 2004. — С. 198.
- Присенко Г. П. Тульская археография II половины XIX века: «Столичные» издания документов по истории Тульского края в 70-80-е годы XIX века / Г. П. Присенко // Верхнее Подонье: Природа, археология, история: в 2 т. / Гос. воен.-истор. и природ. музей-заповедник «Куликово поле», Тул. регион. отд-ние Всерос. обществ. орг. ВООПИиК; Ред. А. Н. Наумов [и др.]. — Тула: РИФ ИНФРА, 2004. — Т. 2: История. Этнография. Искусствоведение. — 313 с. — С. 214—231. — ISBN 5-93869-042-0.

2005
- Присенко Г. П. Источниковая база тульской историографии XIX — 30-х годов XX века в контексте её предмета // Археографический ежегодник за 2004 год. — М., 2005.

2006
- Присенко Г. П. Дворянин Тульской губернии Василий Алексеевич Левшин (1746—1826). Уникальность провинциального жизненного опыта и реализованных творческих возможностей // Левшин В. А. Топографическое описание Тульской губернии. 1803 год. — Тула: Издательский Дом «Пересвет», 2006. С. 312—364.
- Присенко Г. П. Библиография В. А. Левшина. Оригинальные сочинения и переводы. Сочинения о В. А. Левшине. Литература с комментариями и упоминаниями сочинений В. А. Левшина // Левшин В. А. Топографическое описание Тульской губернии. 1803 год. — Тула: Издательский Дом «Пересвет», 2006. С. 365—375.

2007
- Присенко Г. Кремль в исследованиях тульских историков: крепость, город, достопримечательность // Тульский краеведческий альманах. — 2007. — Вып. 5. — С. 6-13.
- Присенко Г. П. Станислав Дмитриевич Ошевский — автор, читатель, издатель, любитель книг; краевед и художник // Тульский краеведческий альманах. — Тула, 2007. — С. 179—183.

2010
- Присенко Г. П. Николай Кириллович Фомин // Тульский краеведческий альманах. Вып. 7. — Тула: Тульский полиграфист, 2010. — С. 128—130. — 193, [4] с. — ISBN 978-5-88422-416-2.
- Присенко Г. П. Указатель опубликованных источников по истории Тульского края XVIII века // Тульский краеведческий альманах. Вып. 7. — Тула: Тульский полиграфист, 2010. — С. 165—180. — 193, [4] с. — ISBN 978-5-88422-416-2.

2011
- Присенко Г. Тульская археография в провинциальной исторической мысли постмодерна // Тульский краеведческий альманах. — 2011. — Вып. 8. — С. 7-18.

2014
- Присенко Г. П. Провинциальная историография первой половины XIX века в контексте познавательной системы рационализма // Тульский краеведческий альманах. Вып. 11. Тула, 2014. С. 18-22.
- Присенко Г. П. Тульская биобиблиографическая Галерея «гениев места» XVIII-начала XXI веков. 1 электрон. опт. диск (CD-ROM) // «Гений места»: выдающиеся деятели Тульского края — городу и миру: Сборник материалов научно-практической конференции (Тула, 18 апреля 2014) [электронный ресурс] — Тула: Издательский центр ТГПУ им. Л. Н. Толстого, 2014. С. 49-55.

- Присенко Г. П. Ошевский Станислав Дмитриевич (к 70-летию со дня рождения)